# Полемика против Талмуда
Начиная с XII века Талмуд использовался различными группами и авторами, пытавшимися демонизировать или высмеять евреев и иудаизм. В Средние века эта полемика была в основном христианской. Сведения из Талмуда в искажённом виде использовались как средства религиозно-идеологической борьбы христианства против иудаизма. Между 1240 годом и концом XVI века католические власти участвовали в серии диспутов, судебных процессов, приговоров, актов цензуры и сожжений Талмуда. Борьба против Талмуда имеет распространение в различных формах антисемитизма. Обвинения против Талмуда восходят в основном к работам авторов XIII века Раймунда Мартина и Николя Донина. Большинство обвинений основаны на цитатах, вырванных из контекста, а некоторые являются полностью сфальсифицированными.

## История
До XIII века Талмуд оставался в основном достоянием изучающих его евреев и был почти не известен за пределами еврейской среды. Ни Вавилонский, ни Иерусалимский Талмуд не были широко известны западноевропейским христианам до конца XII и начала XIII веков. Значимое христианское законодательство в отношении евреев, отражённое в письмах папы Иннокентия III, канонах Четвёртого Латеранского собора 1215 года и сборнике канонического права 1324 года папы Григория IX (правил в 1227—1241 годах), не упоминало о Талмуде.
Единичные упоминания о Талмуде имеются в трудах отцов церкви, однако по этим упоминаниям заметно отсутствие непосредственного знакомства с данным источником. Заметными исключениями была резкая критика этих текстов в работах двух христианских полемистов начала XII века — Педро Альфонсо, обращённого из иудаизма, и Петра Достопочтенного, аббата Клюни.
Введение талмудического материала в христианский дискурс об иудаизме происходит в Dialogus contra Iudaeos крещённого еврея Педро Альфонсо, написанном в 1109/1110 годах. Вымышленный диалог происходит между двумя «я» одного и того же человека, новообращённого Петруса Альфонса, бывшего Моисея Иудейского. Диалог знаменует новый и важный этап в истории еврейско-христианских интеллектуальных отношений. Отмечается акцент на доказательстве своих положений посредством рациональной аргументации (sola ratione). Если ранее христиане утверждали, что евреи слепо следуют старому Закону, то Петрус выдвинул другую идею, что евреи заменили его на новый и еретический закон — закон Талмуда. По его мнению, лидеры иудеев сознательно и преднамеренно сбивают свою паству с пути истинного, намеренно лгут, чтобы скрыть свой грех убийства Христа, несмотря на то, что, согласно Петрусу, они знают, что он был Сыном Божьим. Петрус утверждал, что Талмуд был написан, чтобы не дать еврейскому народу увидеть, что Иисус был Сыном Божьим.
С XIII века Талмуд оказался в центре внимания христианских богословов, что произошло через евреев, принявших христианство, но ранее получивших традиционное иудейское образование.
В Средние века христианские авторы привлекали внимание к еврейским легендам, записанным в Талмуде, некоторые из которых содержат антропоморфные элементы, утверждая, что эти легенды демонстрируют иррациональность и ограниченность иудаизма. Также их оскорбляло настойчивое требование Талмуда, что центральную роль в толковании религии играют раввины. Более поздние поколения христианских полемистов рассматривали талмудический материал как дискриминационный, кощунственный или неуважительный по отношению к христианству или — подобно тому, как христиане переосмыслили библейские тексты — утверждали, что фактически Талмуд доказывает истинность христианства.
По мнению христианских идеологов, Талмуд создал собственную теологию, которая подменила истинную теологию пророков; является антихристианским сочинением, включающим «богохульные» отрывки, направленные против Бога и Иисуса; Талмуд алогичен, аморален, не гуманен. В качестве доказательство были использованы выдержки, в которых слова «гой» или «идолопоклонник» переводились как «христианин»; немногочисленные и часто туманные отрывки об Иисусе и о его последователях преувеличивались и тенденциозно толковались. В 1239 году папа римский Григорий IX в ряде булл определил Талмуд как антихристианскую и чрезвычайно вредную книгу, в которой заключена причина болезненного упрямства евреев в их приверженности вере своих предков.
Христианство не составляло проблемы для амораев Вавилонии, поскольку они проживали далеко от стран, в которых эта религия имела распространение. Амораями Земли Израиля велась полемика с христианами-евреями и византийцами, но её документальных свидетельств в Талмуде немного, и эти отрывки сильно уступают по резкости полемике против римлян и идолопоклонников. Об Иисусе и христианах Талмуд сообщает хроникальные сведения, приведенные среди прочего. Современники создания Талмуда, как предполагается, не считали христианство серьезной идеологической угрозой. Хотя Талмуд содержит критику верований идолопоклонников, но в нём нет выраженного отношения к христианским догмам, исключая упоминания Евангелий среди книг отступников.
Нападая на Талмуд, некоторые христиане в Средние века пытались показать, что евреи создали религию, сильно отличающуюся от древнего библейского иудаизма, и что тем самым лишились терпимости, предоставленной им доктриной блаженного Августина, согласно которой евреи служат свидетелями превзойденной истины Ветхого Завета.
Дебаты по талмудическим отрывкам стали неотъемлемой частью диспутов между евреями и христианами в Высоком Средневековье. В течение позднего Средневековья и раннего Нового времени Талмуд и другие еврейские книги часто конфисковывались, уничтожались, запрещались и подвергались цензуре церковными властями. Прошедший в 1240 году Парижский диспут фактически представлял собой судебный процесс над Талмудом, где Николас Донин, еврей, принявший христианство, выступал в качестве обвинителя, а раввин Иехиэль бен Йосеф из Парижа выступал в роли защитника.

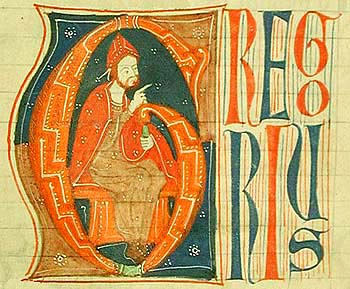
Папа Григорий IX из рукописи около 1270

Около 1225 года Николас Донин из Ла-Рошели, еврей, отвергший Талмуд, был отлучён еврейской общиной. Около 1235 года он обратился в христианство и около 1236 года отправился в Рим, где представил список обвинений против Талмуда Григорию IX, о «злодейских измышлениях» Талмуда. Этот текст состоял 35 параграфов, включавших цитаты из Вавилонского и Иерусалимского Талмудов, переведённые на латинский язык. В большинстве случаев отрывки были переведены точно, но их интерпретация обнаруживала тенденцию представить Талмуд в качестве антихристианского сочинения. 9 июня 1239 года Григорий IX повелел духовенству Англии, Арагона, Наварры, Кастилии, Леона, Португалии произвести расследование о том, содержит ли этот донос верные сведения. Папа написал прелатам и правителям Европы, осуждая Талмуд и прилагая 35 статей, подготовленных Донином и, вероятно, другими отступниками от иудаизма, призывая их конфисковать книги евреев, сжечь те, которые содержали ошибки, и передать остальные соответствующим духовным властям для изучения. Донин отвез письмо в Париж. 3 марта 1240 года в час субботней молитвы в нескольких городах Европы указом Григория IX конфисковывались иудейские книги.
В мае и июне 1240 года Талмуд стал предметом судебного разбирательства в Венсене под председательством королевы-матери Бланки Кастильской, с участием нескольких епископов в качестве судей и Донином, по-видимому, в качестве обвинителя. 28 июня 1240 году в Париже в присутствии короля прошёл диспут с заранее определённым исходом. Защитниками Талмуда стали четыре раввина во главе с крупнейшим знатоком Талмуда в этот период рабби Иехиэлем бен Иосефом из Парижа, которым, однако, не удалось повлиять на исход процесса. Этот процесс стал первым судебным разбирательством по Талмуду.
Несмотря на усилия Иехиэля, Талмуд был осуждён папскими властями и сожжён. Хотя формального осуждения не зафиксировано, около двадцати телег с книгами на иврите, в общей сложности около 10 тысяч томов, были публично сожжены в Париже в 1242 году. Позже Донин составил трактат из отрывков из Талмуда, по его мнению выражавших враждебность по отношению к христианству. По результатам диспута 17 октября 1244 года было публично сожжено большое число иудейских книг. Позднее в иудейской традиции этот день стал днём поста. Меир бен Барух из Ротенбурга посвятил событиям траурную элегию «Шаали сруфа ба-эш…» 1242 года («Спроси, сожженная огнем…»). Еврейские власти во Франции обратились к папе Иннокентию IV, который в 1247 году поручил Эду де Шатору сформировать комиссию по расследованию, состоящую из 41 парижского теолога, включая Альберта Великого, а также Донина. Доклад комитета Шатору осуждал Талмуд за ошибки, злоупотребления и богохульства, а Иннокентий IV, кроме того, пришёл к выводу, что Талмуд является еретическим с точки зрения библейского иудаизма.
Члены ордена доминиканцев играли ведущую роль в гонениях на Талмуд и актах его сожжения, как и в цензуре других иудейских книг. Согласно христианскому богословию, еврейская Библия содержит в себе доказательства христианского учения. Монахи также пришли к убеждению, что некоторые места Талмуда, если их «правильно» прочесть, также подтверждают эту «истину», а остальная часть раввинской традиции представляет собой преднамеренное затемнение этой «истины». В своём массивном труде «Кинжалы веры против евреев и мавров» Раймунд Мартин, известный доминиканский теолог, стремился отделить «доказательства» христианства от еврейских «нелепостей». В частности, Мартин подделывал цитаты из Талмуда. В Средние века циркулировало большое число трактатов против евреев, написанных доминиканцами, таких как «Еврейская морда», «Колчан стрел против евреев» и «Ошибки Талмуда». Эти тексты были предназначены в качестве справочников для проповедников, ориентированных на проповедь среди евреев.
Публичные сожжения Талмуда проводились в 1230, 1235, 1240, 1242 и 1248 годах. Папой римским издавались буллы, которые требовали прекратить распространение Талмуда. Волна гонений получила распространение также в Испании. 20 июля 1263 года в королевском дворце был организован диспут, на котором «еврейское учение» защищал Нахманид, а обвинителем выступил перешедший в христианство еврей Пабло Кристиани. Массовые конфискации иудейских книг с последующим публичным сожжением, устраивались во Франции в 1319—1320 годах и в Риме в 1322 году. Нападки на Талмуд продолжались до 1320-х годов, когда они, по-видимому, временно прекратились, прежде чем возобновиться в середине XVI века на короткое время, но с большой интенсивностью.
С начала XVI века Доминиканский орден начал активную деятельность против Талмуда, наделив крещёного еврея Иоганна Пфефферкорна полномочиями проверять и приговаривать к уничтожению иудейские книги. Пфефферкорном было подготовлено сожжение Талмуда во Франкфурте-на-Майне, однако германские евреи смогли успешно опротестовать это решение. По постановлению властей, тяжбу о Талмуда следовало передать третейскому судье, в роли которых выступили беспристрастные христианские интеллектуалы. Этим занялся известный христианский учёный-гуманист Иоганн Рейхлин. Благодаря своим полемическим сочинениям и публичным выступлениям ему удалось склонить общественное мнение к положению, что при свободе вероисповедания не обойтись без свободного пользования еврейской литературой. В итоге конфискации и сожжения Талмуда заменила жёсткая внешняя цензура, в сочетании с такой же жёсткой внутренней цензурой, которую проводили сами еврейские издатели, опасавшиеся гнева христиан. Начиная с 1520 года, по разрешению папы римского, в Венеции издателями-христианами были изданы полные Иерусалимский и Вавилонский Талмуды для потребностей еврейского населения. Однако в середине XVI века гонения на Талмуд продолжились. В 1553 году в Риме публично сожгли большое количество печатных изданий и рукописных экземпляров Талмуда. Публичные сожжения Талмуда и других иудейских книг были проведены с 1553 по 1559 год в разных итальянских городах. Инквизиция свидетельствовала, что в одной Кремоне сожгли 12 тысяч экземпляров.
В 1554 году съезд еврейских общин в Ферраре постановил ввести запрет на издание любых еврейских книг, пока на это издание не получено одобрения от трёх раввинов и разрешения общины, которая является ближайшей к месту издания. Подобное решение принималось в 1585 году в Падуе, в начале XVII века — так же решил Ваад четырёх земель в Польше. Издателем базельского печатного издания Талмуда (1578—1581) выступил христианин, а цензором — принявший христианство еврей. Это издание подверглось жёсткой цензуре. В каждом месте слова «гой» или «мин» («отступник») были заменены на цдуки (саддукей), эпикорос, кути (самаритянин) и т. д., что делалось часто в ущерб прямому смыслу. Слово «Талмуд» заменено на «Гемара» или «Шас» («Шишша сидрей Мишна»), поскольку считалось, что название «Талмуд» обладает антихристианской коннотацией для христиан. В конце XVI века католическими церковными властями составлялись индексы (списки) запрещенных еврейских книг. Книги из такого списка подлежали конфискации. В 1590 году из этих индексов крещёным евреем Домиником ди-Джерусалеми составлена настольная книга для цензоров.
Последнее публичное сожжение Талмуда было проведено в 1757 году в Каменец-Подольском, что произошло вследствие деятельности секты франкистов. В 1757 году в Каменце и в 1759 году во Львове в присутствии местного духовенства и знати состоялись диспуты между сторонниками Якова Франка и наиболее видными раввинами еврейской общины. В Каменце раввинами, которых местный епископ обязал участвовать в диспуте, оспаривалась идея франкистов, что в Талмуде имеется оскорбление христианской веры, а также отвергли утверждение, что книга Зоар, приверженцами которой называли себя франкисты, содержит учение, которое близко к христианству. Франкисты были объявлены епископом победителями, на общину им был наложен денежный штраф. Талмуд епископ присудил сжечь. Во Львове франкисты выступали с идеей, что согласно Талмуду евреям разрешено проливать христианскую кровь и для истинного понимания Бога нужно принять католичество. Благодаря умелой защите львовский раввин Хаим Кохен Раппопорт смог доказать безосновательность кровавого навета, но по остальным вопросах католические судьи объявили победителями франкистов.
Антиталмудическая полемика велась в 1892—1895 годах протестантскими теологами в Германии, прибегавшими в том числе к ложным аргументам и клевете, например, в полемическом сочинении, книге «Открытие иудаизма» протестантского теолога И. Эйзенменгера. Крещёный еврей из Праги О. Роллинг составил книгу «Талмудический еврей» (1871). Не будучи осведомлённым в Талмуде, он стремился доказать справедливость кровавых наветов «аргументами», почерпнутыми из Талмуда.

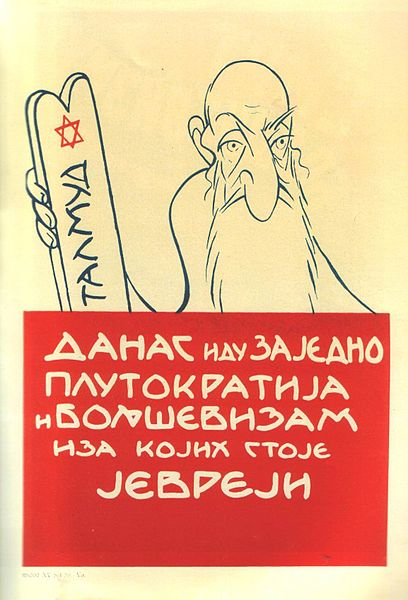
Нацистский антисемитский пропагандистский плакат на сербском времён Второй мировой войны

Антиталмудические памфлеты стали источником антисемитской пропагандисты в Новейшее время — от авторов нацистской газеты «Штюрмер» до неофашистских идеологов в постсоветской России. В новейшее время Талмуд продолжает привлекать антисемитов. Некоторые из них принадлежат к числу радикальных христиан, которые не могут отказаться от борьбы с иудаизмом. Отсылающие к Талмуду нападки на евреев исходят также от различных нехристианских групп, включая радикальных мусульман, антисионистов, сторонников превосходства «белой расы» и отрицателей Холокоста. Одним из инструментов в их распоряжении стал Интернет, который позволил сохранить, воспроизводить и распространять ранее малоизвестные антиталмудические трактаты.
В советской антисемитской книге «Иудаизм без прикрас» (1963) Трофима Кичко с помощью вырванных из контекста цитат из Талмуда утверждается, что евреи не только имеют право, но и обязаны издеваться, обманывать, грабить и убивать иноверцев. Советская борьба с «международным сионизмом» у новых православных сменилась на борьбу с «талмудистами» и «масонами», которые расчищают путь антихристу. Владимир Осипов, глава союза «Христианское возрождение», сопредседатель Организационного комитета «Русских православных сил», призывал к «разоблачению талмудического заговора против России» и «хасидских и сатанинских сект», практикующих «ритуальное убийство».
В центре современного исламского антисемитизма находится концепция, которая рассматривает иудаизм и Талмуд как антигуманное, агрессивное и враждебное по отношению исламу учение, евреев — как порочные создания, которые стремятся к господству и плетут всевозможные заговоры для достижения своих целей. Стремление арабских стран доказать, что существование Израиля угрожает не только арабам, но и всему миру, ведёт к активной антисемитской пропаганде с трибуны ООН и других международных организаций и международных форумов. Так, в декабре 1984 году в своём выступлении на семинаре Центра по правам человека при ООН, который был посвящён свободе религии, президент Всемирного мусульманского конгресса М. ад-Давалиби заявил: «Талмуд говорит, что если еврей не пьёт каждый год крови нееврея, то он будет проклят навечно. …Талмуд учит, что весь мир — собственность Израиля, включая имущество, плоть и души неевреев, и это учение — причина того, что евреев всюду притесняли и дискриминировали».
В еврейской среде Талмуд критиковали некоторые течения и деятели антираввинистической направленности. Караимами отрицается авторитет Устного Закона и не признаётся Талмуд. Противниками Талмуда были также философы Уриэль Акоста, Барух Спиноза, последователи Шабтая Цви и Якова Франка, а также представители реформистского иудаизма и Хаскалы, утверждавшие, что Талмуд является препятствием для эмансипации евреев. Авраам Гейгер, один из лидеров еврейского реформационного движения XIX века, подчёркивал свою веру в прогресс: Библия и Талмуд, по его мнению, представляют раннюю, примитивную стадию откровения, которое все ещё продолжается. Он считал, что многие традиционные обряды, такие как обрезание, затрагивают современную чувствительность или несовместимы с современной жизнью. Гейгер всё больше убеждался в необходимости «свергнуть Талмуд».

## Темы
Антисемиты, использующие Талмуд в качестве основы для своих нападок на евреев, как правило, сосредотачивают внимание на нескольких конкретных темах. Они пытаются доказать, что иудаизм пропагандирует ненависть к неевреям (особенно к христианам) и что еврейский закон дискриминирует неевреев, даже поощряя насилие по отношению к ним. Они утверждают, что иудаизм пропагандирует непристойность, сексуальные извращения и другое безнравственное поведение со стороны современных евреев. Антисемиты используют выборочные цитаты из Талмуда, пытаясь изобразить евреев как фанатиков, склонных к ненависти и заговорам. Некоторые заходят дальше, утверждая, что «талмудический образ мышления» вдохновлял евреев на создание движений и организацию революций на протяжении всей истории, которые наносили ущерб неевреям — наиболее часто приводимым примером является марксизм.
Хотя антисемиты, нападающие на Талмуд, иногда пытаются представить себя беспристрастными учёными или защитниками неевреев от «еврейской угрозы», они демонстрируют свою принадлежность в своих методах и тактике. Они почти всегда цитируют Талмуд вне контекста, игнорируя как окружающие отрывки, так и к иудейский закон, подробно изложенный в других местах Талмуда. Некоторые «талмудические законы», которые цитируют антисемиты, являются сфабрикованными. Однако и в тех случаях, если они точно цитируют Талмуд, они отказываются проводить добросовестные консультации с раввинами или еврейскими учёными, чтобы понять, как эти отрывки интерпретируются современными евреями. Они судят об отрывках, основываясь на современных моральных стандартах, игнорируя тот факт, что большинство этих отрывков составлены около двух тысяч лет назад людьми, жившими в культурах, радикально отличающихся от современной. Они игнорируют долгую историю социального прогресса иудаизма и изображают его как примитивную и провинциальную религию. Почти каждое объяснение отрывков, цитируемых такими полемистами, содержит подобное игнорирование контекста, искажение или тенденциозную интерпретацию. Когда евреи возражают против их толкований или пытаются объяснить, как талмудические отрывки были интерпретированы нормативной еврейской практикой за шестнадцать столетий с момента написания, антисемиты отвергают эти усилия как «придирки» или как нечестные попытки изобразить иудаизм в выгодном свете. Методы этих антисемитов демонстрируют, что их целью является поиск инструментов против евреев, а не честное понимание современного иудаизма, его писаний и исторического развития.
Подобные полемисты иногда могут иметь еврейское происхождение, но как они, так полемисты-неевреи систематически искажают древние тексты в направлении изображения иудаизма в негативном свете, не проявляют интереса к попыткам понять современный иудаизм с точки зрения современных евреев и игнорируют любые голоса, противоречащие их собственным. Всё это предполагает, что их цель при чтении древней раввинской литературы — создать тенденциозно искажённую версию иудаизма. Они могут принимать участие в экстремистских группах, поддерживать экстремистские идеологии. Эти авторы обращаются к классическим антисемитским стереотипам, почти универсальным среди данных полемистов. Их интерпретации часто не исходят из реального изучения Талмуда, а заимствуются у антиталмудистов прошлого. Все эти особенности свидетельствуют о том, что такие полемисты обычно являются антисемитами.
Так, заявление раввина Шимона бен Йохай в Иерусалимском Талмуде (Кидушин 4:11) говорит, что «лучший из неевреев должен быть убит», что антисемиты приводят в качестве «доказательства» того, что нееврей должен подозревать своего соседа-еврея в тайном заговоре с целью убийства. Однако еврейская традиция всегда понимала это утверждение как относящееся к противникам на поле боя; Рабби Шимон, живший во время гонений Адриана во II веке н. э. и участвовавший в восстании Бар-Кохбы против римского владычества, призывал своих последователей не принимать во внимание статус нееврейского противника, поскольку война не может вестись полумерами. Фактически, каждая последующая цитата этого утверждения в еврейской правовой литературе добавляла слова «в час битвы» к утверждению рабби Шимона.
Основываясь на отрывке из Вавилонского Талмуда (Кетубот 11б), антисемиты утверждают, что иудаизм поощряет мужчин к растлению малолетних девочек. В тексте говорится: «Если взрослый занимается сексом с девочкой младше трёх лет, это игнорируется». Однако Талмуд, далёкий от поощрения педофилии, обсуждал законы ктубы — своего рода обратного приданого, которое женщина может получить из имущества своего мужа в случае его смерти или развода. При обычных обстоятельствах женщина, которая была девственницей на момент замужества, могла претендовать на более высокую ктубу. В рассматриваемом отрывке устанавливалось, что если девочка была изнасилована в возрасте до трёх лет, она не теряет более высокую ктубу, когда в конечном итоге выйдет замуж. Таким образом, речь в Талмуде, напротив, идёт о правовой защите малолетних жертв насилия. В другом месте Талмуд прямо заявляет (Йевамот 33б), что любой взрослый, который занимается сексом с несовершеннолетней, виновен в изнасиловании.
Талмуд включает текст формулы, которую при надлежащих условиях можно произносить, чтобы освободиться от данного ранее обета. Вариант этой формулы многими еврейскими общинами включён в молитву кол нидрей, которая читается в Йом-кипур, еврейский день искупления. Антисемиты приводят эту молитву как доказательство того, что не следует доверять обещаниям еврея и что евреи — лживый народ, стремящийся обманывать неевреев. Но нормативный кодекс еврейского закона гласит (Шулхан Арух Y.D. 211:4), что молитва кол нидрей — всего лишь способ освободить себя от необдуманных обетов, чтобы взять на себя дополнительные религиозные обязательства. Она не отменяет межличностных клятв, обещаний или утверждений, которые даёт еврей. Еврейский закон освобождает человека от такого обязательства только с одобрения другой заинтересованной стороны.
Талмуд представляет собой не только еврейский правовой кодекс, но и многотомный сборник исследований еврейской истории, философии, фольклора, теологии и права. Его окончательная редакция состоялась в V веке, вскоре после падения Рима. Он написан в стиле и в рамках культуры, которые могут казаться непривычными или чуждыми современным читателям. Талмуд содержит отдельные утверждения, которые люди новейшего времени, как евреи, так и неевреи, сочли бы оскорбительными. Однако многие из таких комментариев записаны не как утверждения закона, а как предложения отдельных раввинов в их длящихся обсуждениях множества тем, представляющих интерес для евреев первых веков н. э. Современные иудеи почитают Талмуд как один из великих еврейских текстов, но каждое утверждение, которое он содержит, не может рассматриваться как выражение «позиции» современного иудаизма. Тексты Талмуда, которые касаются правовых отношений, составляют основу еврейского права и в новейшее время используются в качестве отправной точки для еврейских правовых исследований. Но еврейское право значительно, иногда радикально, развилось за пятнадцать столетий с момента редактирования Талмуда, в том числе для ортодоксальных евреев. Талмуд представляет собой исторический документ, а не современный кодекс. Современный иудаизм излагается современными раввинами и отражён в современной литературе.